# 인터넷 거버넌스 글로벌 위원회
칼 빌트가 의장을 맡고 있고 두개의 국제적인 지식인 집단인 국제 지배 구조 혁신 센터와 채텀 하우스가 시작한 글로벌 인터넷 거버넌스 위원회는 글로벌 인터넷 거버넌스의 미래에 대한 권고안을 제시하기 위해 2014년 1월에 설립되었다.

로라 드나디스가 이끄는 이 위원회의 연구 자문 네트워크는 어두운 웹, 사이버 보안 및 인터넷 자유와 같은 인터넷 거버넌스 주제에 관한 독창적인 연구를 제공한다.